# Urutaí
Urutaí är en kommun i Brasilien.   Den ligger i delstaten Goiás, i den sydöstra delen av landet, 180 km söder om huvudstaden Brasília. Antalet invånare är 3 058.
Omgivningarna runt Urutaí är huvudsakligen savann. Runt Urutaí är det mycket glesbefolkat, med 5 invånare per kvadratkilometer.